# Renato Palumbo

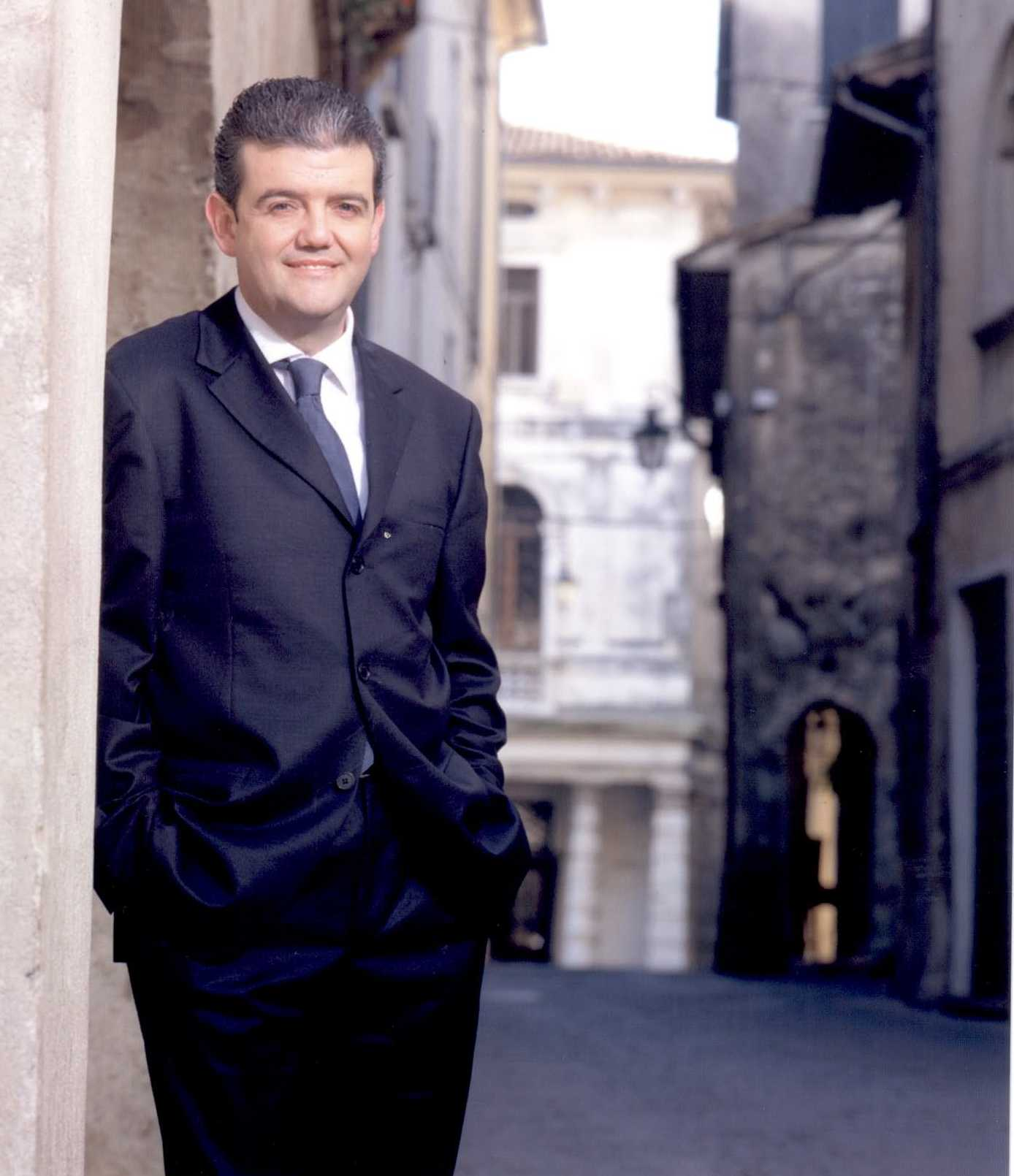
Renato Palumbo

Renato Palumbo (* 27. Juli 1963 in Montebelluna, Venetien, Italien) ist ein italienischer Dirigent.
Nach der allgemeinen Schulbildung studierte Palumbo Klavier, Komposition und Dirigieren und begann schon im Alter von 19 Jahren Opernaufführungen (Verdi, Il trovatore) zu leiten.
Palumbos Repertoire ist relativ groß, er dirigiert Werke wie Falstaff, Rigoletto, Aida, Macbeth, Nabucco, Attila, Simon Boccanegra, La forza del destino, La traviata, Maria Stuarda, Beatrice di Tenda, Lucrezia Borgia, Tosca, Madama Butterfly, Manon Lescaut, Der Freischütz.
Aus seiner „Stamm-Epoche“ – italienische Romantik bzw. Verismo – hat er, gerade in Italien, auch die ausgefallenen und technisch sehr schwierigen Werke Robert le diable und Les Huguenots (Meyerbeer), Hans Heiling (Marschner) und Sly (Wolf-Ferrari) dirigiert. Palumbo gastiert an Häusern wie der Lyric Opera Chicago, der Wiener Staatsoper (fester Gastvertrag), der Bayerischen Staatsoper München.
Leitungs-Erfahrung bei Institutionen bekam Palumbo zunächst als Musikdirektor der Oper von Istanbul (1989–94) und als Principal Conductor am Cape Town Opera (1993–98). Beim Macao International Music Festival war er von 1992 bis 1999 Chefdirigent sowie der musikalische Leiter. Von 2006 bis 2008 war Palumbo Generalmusikdirektor der Deutschen Oper Berlin.